# Silvio De Nicolai
Silvio De Nicolai (1897 – Pietra Ligure, 26 ottobre 1962) è stato un calciatore italiano, di ruolo centrocampista.

## Carriera
Ha giocato nella Juventus (stagioni 1916-1917 e 1920-1921), nell'Alessandrina (1919-1920), nel Torino (1921-1922) e nel Gruppo Sportivo Fiat (1923-1924). Con l'US Torinese ha disputato 4 gare nel campionato di Prima Divisione 1922-1923.